# Hiremalagavi, Hungund
Hiremalagavi là một làng thuộc tehsil Hungund, huyện Bagalkot, bang Karnataka, Ấn Độ.